# Darrang
Darrang (hindi दारांग जिला) – jeden z 27 dystryktów administracyjnych w stanie Asam w Indiach, położony w  północno-zachodniej  części stanu. Stolicą dystryktu jest miasto Mangaldai. Dystrykt graniczy z dystryktem Kamrup od wschodu i częściowo od południa. Następnie granicę przebiega wzdłuż rzeki Brahmaputra, wspólnie z dystryktem Marigaon. Od północy dystrykt graniczy z państwem Bhutan oraz częściowo z dystryktem West Kameng w stanie Arunachal Pradesh. Od zachodu sąsiadem jest dystrykt Sonitpur. Rejon ma obszar 1 420.51 km², a populacja  wyniosła 759 712 osób, w 2001  roku.

## Demografia
Wśród mieszkańców stanu Darrang większość stanowią wyznawcy hinduizmu 868,532 (57,74%). Drugą co do liczebności grupę, stanowią muzułmanie 534,658 (35,54) a w dalszej kolejności chrześcijanie 97,306 (1,75%). Większość mieszkańców dystryktu (55,15%) potrafi czytać i pisać. Wśród mieszkańców około 85% jest związana z rolnictwem i pochodnymi.